# Đỗ Văn Phúc (cầu thủ bóng đá)
Đỗ Văn Phúc là cựu cầu thủ đội bóng đá Thể Công và đội tuyển bóng đá quốc gia Việt Nam. Hiện là đại diện của VFF tại CHLB Đức.

## Thân thế và sự nghiệp
Sinh năm 1955 trong một gia đình giàu truyền thống bóng đá. Cha anh, ông Đỗ Văn Lực, là chân sút chủ lực của đội Bưu điện và tuyển quốc gia nhiều năm liền. 15 tuổi, Đỗ Văn Phúc đã trở thành cầu thủ đội Thể Công với quân hàm binh nhì.

## Thành tích
- Vô địch hạng 2 miền Bắc – Giải Hồng Hà với CLB BĐ Quân đoàn 1- 1978
- Vô địch Quốc gia: 1981/1982, 1983, 1987
- Huy chương Bạc Quốc gia: 1984, 1986
- Kiện tướng Thể thao Quốc gia - 1983
- Kỉ niệm chương Vì sự nghiệp Thể dục thể thao dành cho các VĐV đã có đóng góp đặc biệt cho phong trào thể thao quốc gia - 2007